# Krew z nosa
Krew z nosa – polski film niezależny z 2004 roku w reżyserii Dominika Matwiejczyka, który był również autorem scenariusza.
Zdobył nagrody publiczności m.in. na Barejadzie w Jeleniej Górze, na Lecie Filmów w Kazimierzu Dolnym, na Toffi w Toruniu, na festiwalu Najnowsze Kino Polskie we Wrocławiu, oraz dostał nagrodę za reżyserię na Międzynarodowym Festiwalu Debiutów „Młodzi i Film” w Koszalinie
Film opowiada o Pablu, chłopaku z wrocławskiego blokowiska Nowy Dwór, który aby przerwać swoje bezowocne życie postanawia zostać hip-hopowcem.